# Drosera trinervia
Drosera trinervia ist eine fleischfressende Pflanze aus der Gattung Sonnentau  (Drosera). Sie ist in Südafrika heimisch und wurde 1820 von Curt Polycarp Joachim Sprengel erstbeschrieben. Das Artepitheton verweist auf die dreinervigen Blätter.

## Beschreibung
Drosera trinervia sind kleine krautige Pflanzen. Sie wachsen als schopfförmige Rosette mit ein bis zwei langen Wurzeln, die leicht angeschwollen sind. 
Die Blätter sind ungestielt, die Nebenblätter sind auf zwei kleine fadenförmige Reste reduziert, jeweils eines auf jeder Seite des Ansatzes des Blattrandes und hinfällig. Die Spreiten sind umgekehrt-keilförmig, rund 1 Zentimeter lang und 5 Millimeter breit, am Ende stumpf. Die Randtentakeln am äußeren Ende haben abgeflachte Drüsenköpfe und sind deutlich größer als die sonstigen Tentakeln. Die Blattunterseiten sind glatt und dreinervig.
Die Blütenstände entspringen der Mitte der Rosette, die Blütenstandsachse ist aufrecht und 5 bis 10 Zentimeter lang, gelegentlich auch länger. An seinem Ende trägt sie meist zwei bis drei, selten bis zu zehn Blüten, die eng aneinander stehen, die Blütenstiele sind 1 bis 8 Millimeter lang. Die Kelchblätter sind verwachsen, die einzelnen Lappen sind bis zu 5 Millimeter lang. Die Kronblätter sind weiß, selten violett und breit umgekehrt-eiförmig bis keilförmig und haben eine ungefähre Länge von rund 8 Millimetern, nach der Welke werden sie ahlenförmig und werden aus dem runden Kelch vorgeschoben. Die Staubfäden sind schlank, das Konnektiv verbreitert. Die drei Griffel sind vom Ansatz an geteilt, aufrecht, die Narben fächrig. Die Kapselfrüchte sind länglich-rund, die Samen eiförmig, schwarzbraun und 0,3 Millimeter lang.
Die Chromosomenzahl beträgt 2n = 40.

## Verbreitung
Die Art ist beschränkt in der südwestlichen Capensis und ist dort eine der häufigsten Arten. Sie findet sich meist an feuchten, torfigen Standorten auf Hängen zwischen Fynbos.